# Csiperkefélék
A csiperkefélék (Agaricaceae) az Agaricomycetes osztályának és a kalaposgombák (Agaricales) rendjének egyik családja. A fajok nagy része az Agaricus típusnemzetséghez tartozik. A családba a tipikus lemezes kalaposgombákon kívül néhány gaszteroid (zárt termőtestű, mint pl. a pöfeteg) és szekotioid (a kettő közötti átmenet) faj is tartozik.

## Jellemzői
A csiperkefélék családjába számos közismert faj tartozik; ilyen a lemezes termőrétegű formák közül a kereskedelemben leggyakoribb kétspórás csiperke vagy a nagy őzlábgomba, a gaszteroid formák közül pedig a pöfetegek. Lemezeik általában vékonyak, sűrűk és szabadon állók, vagyis nem érnek a tönkhöz. Kalapjuk általában domború, idős korban lapos, felületük sima vagy pikkelyes. A tönk szinte mindig a kalap közepéhez csatlakozik és igen gyakran gallér (a fiatal gomba lemezeit védő fátyol maradványa) található rajta. Néhány faj tönkjének tövén bocskor látható.
A pöfetegek esetében a termőtest gömbölyű, a spórák a belsejében fejlődnek ki és amikor megérnek, a burok felszakad és lyukon át a spórák "kipöfögnek".
Spóráinak színe változatos, lehet fehér, zöldes, okkerszínű, rózsaszín vagy feketésbarna. Rozsdabarna vagy fahéjbarna spórák azonban nem fordulnak elő a családban.  A spórák felszíne lehet sima vagy rücskös, egyes esetekben jóddal festve kéken elszíneződnek. 

## Elterjedése
A család az egész világon képviselteti magát. Fajai általában (de nem kizárólag) szaprobionták, nem alkotnak mikorrhizás kapcsolatot fákkal, hanem a talaj növényi szerves anyagait bontják; így réteken, legelőkön valamint az erdőkben is megélnek. Néhány faj boszorkánykörökben jelenik meg a talaj felszínén. 
Nagy a gazdasági jelentőségük. A gombák közül a legnagyobb mennyiségben termesztett kétspórás csiperkén kívül a mandulagomba (Agaricus subrufescens) gyógyhatásáról ismert. Többnyire ehetők, de néhány faj (elsősorban az őzlábgombák között) mérgező lehet.  

## Osztályozása

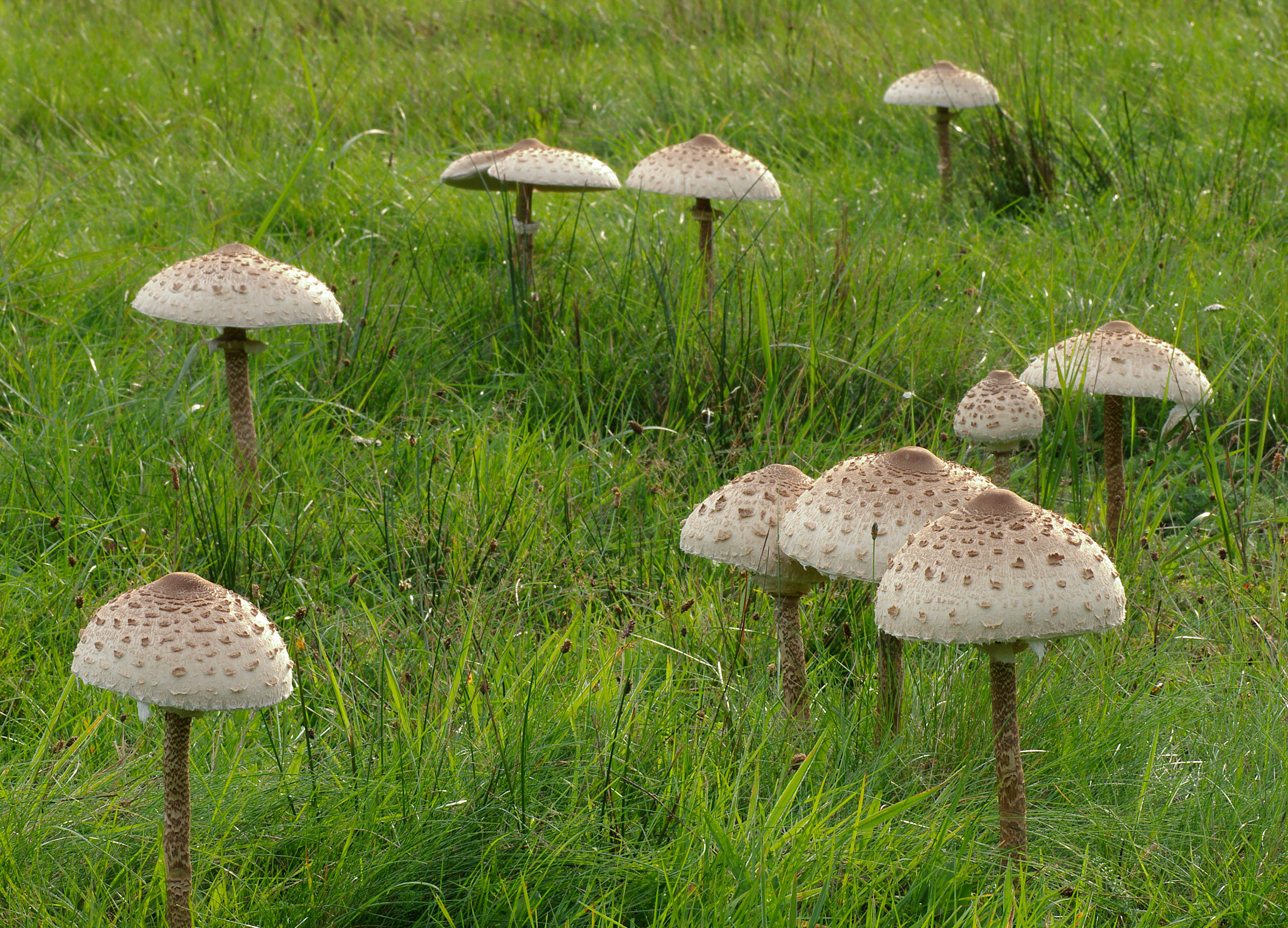
Nagy őzlábgomba

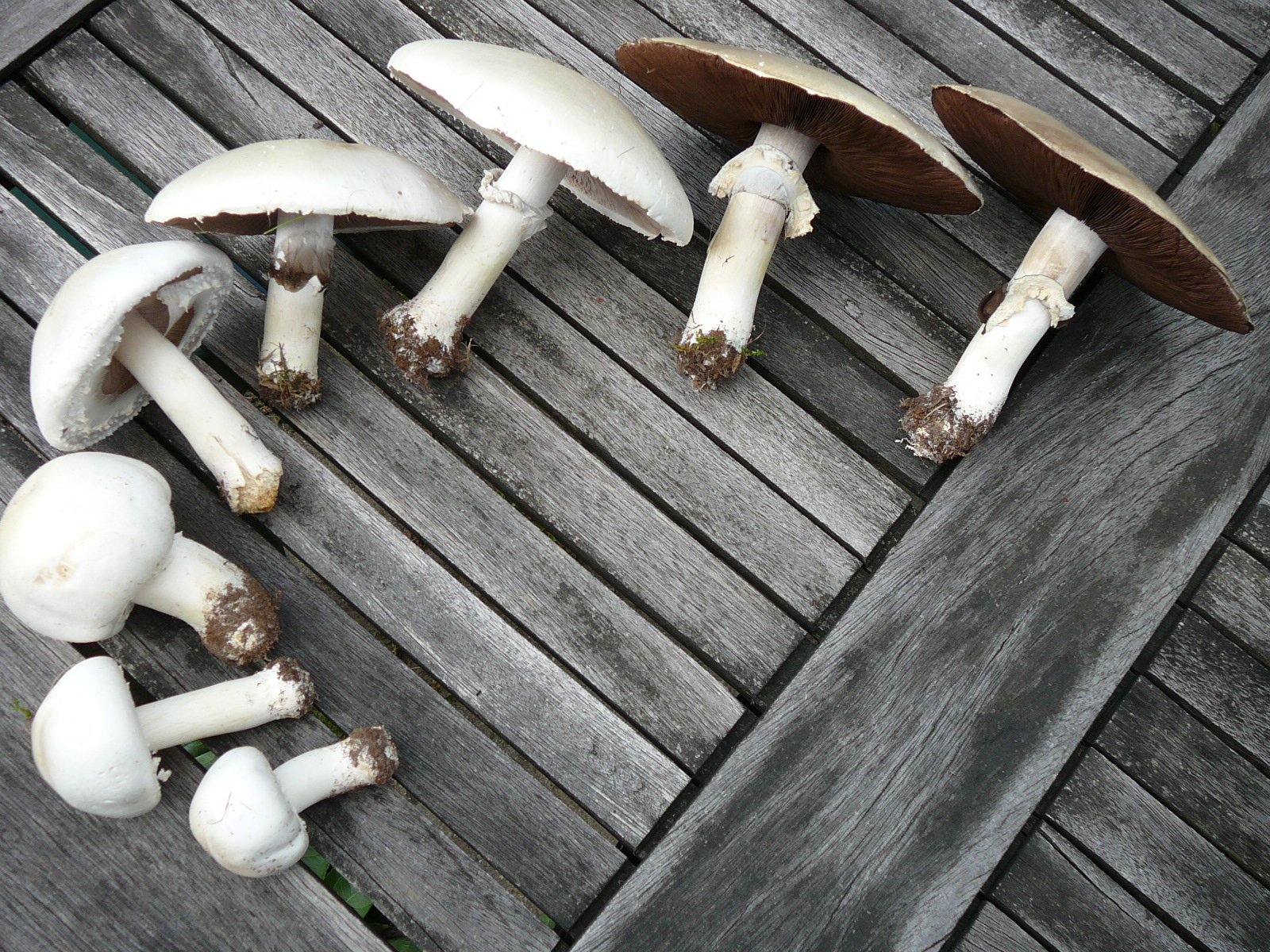
Erdőszéli csiperke

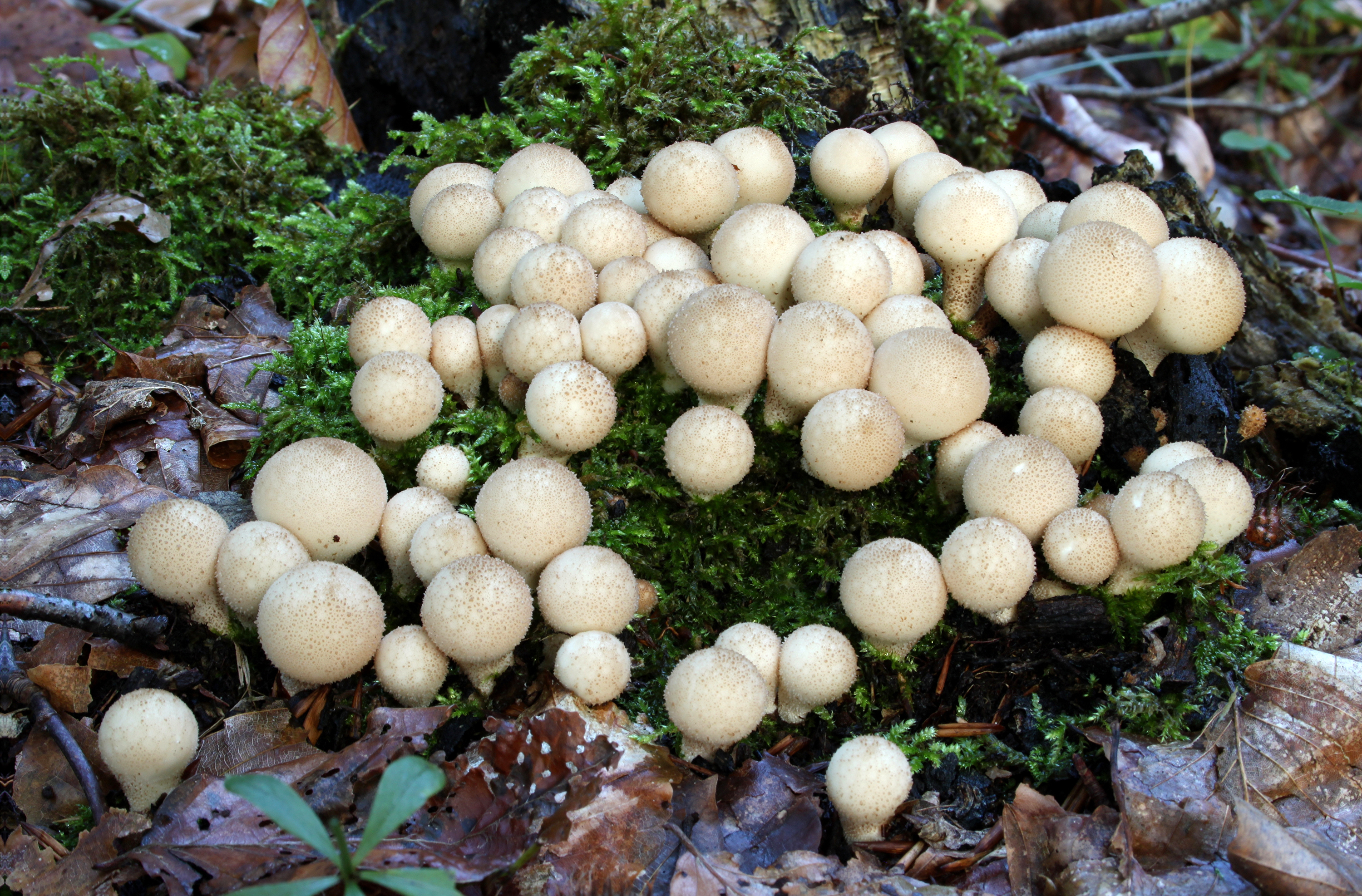
Körtepöfeteg

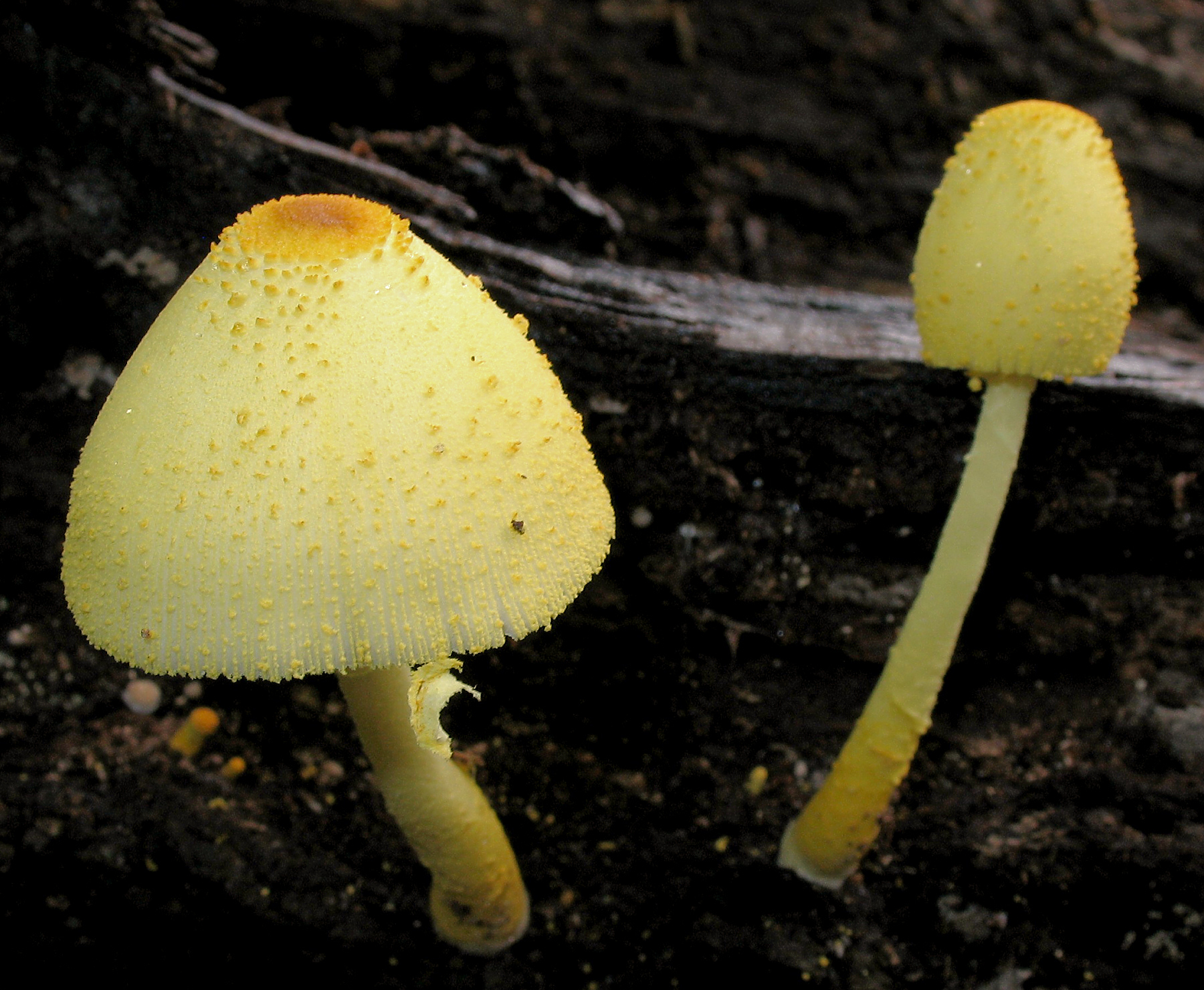
Sárga bordásőzlábgomba

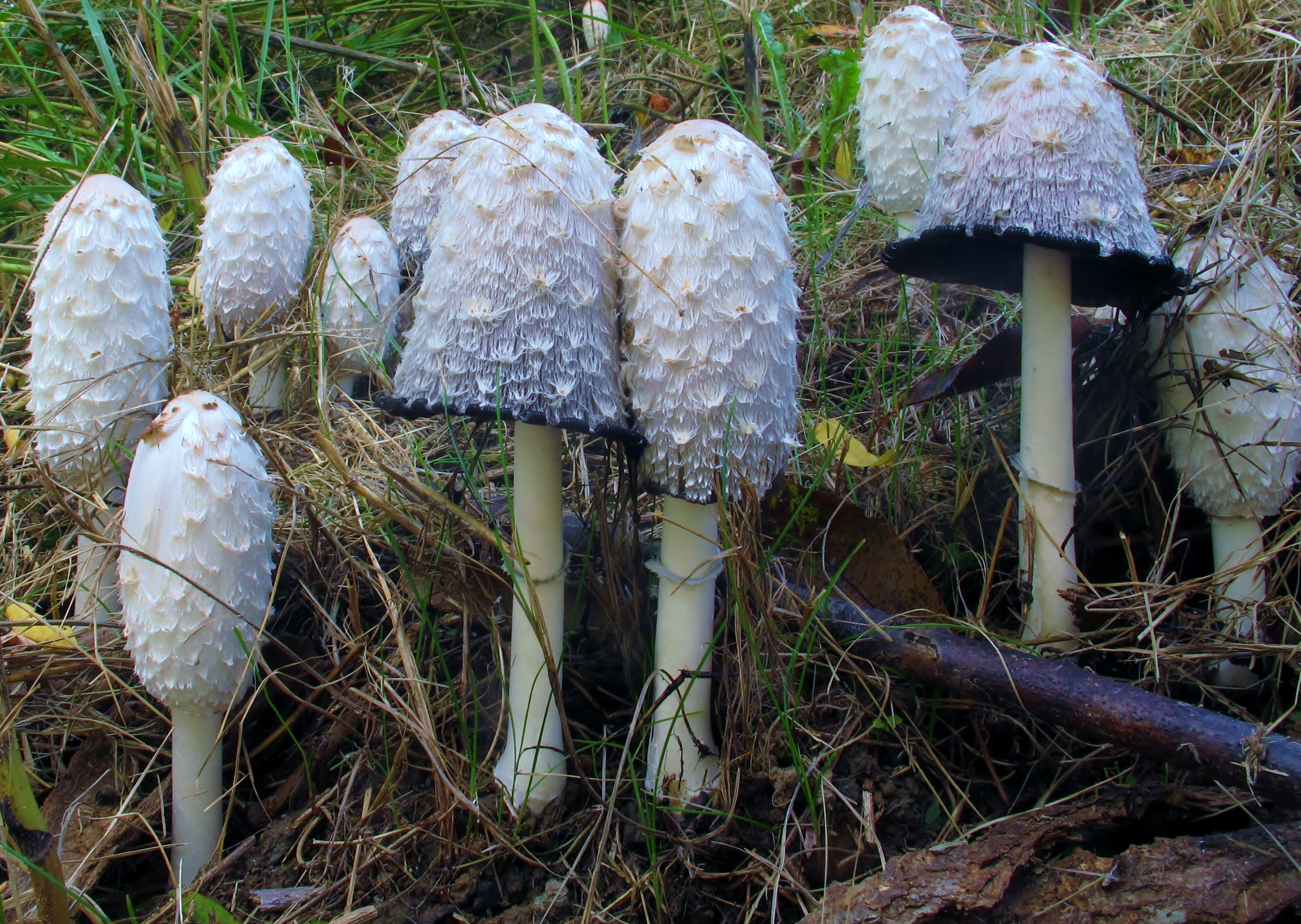
Gyapjas tintagomba

A családba 98 nemzetség és 2819 jelenleg is élő (nem kihalt) faj tartozik.
- Abstoma • 8 faj
- Acutocapillitium • 3 faj
- Agaricus • 575 faj
- Apioperdon • 1 faj
- Arachnion • 12 faj
- Arachniopsis • 1 faj
- Barcheria • 1 faj
- Battarrea • 2 faj
- Battarreoides • 1 faj
- Bovista • 99 faj
- Bovistella • 20 faj
- Bovistina • 1 faj
- Bryoperdon • 1 faj
- Calbovista • 1 faj
- Calvatia • 64 faj
- Calvatiella • 3 faj
- Calvatiopsis • 1 faj
- Catastoma • 3 faj
- Cauloglossum • 1 faj
- Chamaemyces • 5 faj
- Chlamydopus • 2 faj
- Chlorolepiota • 3 faj
- Chlorophyllum • 25 faj
- Clarkeinda • 6 faj
- Coccobotrys • 1 faj
- Coprinus • 161 faj
- Crucibulum • 6 faj
- Crucispora • 2 faj
- Cyathus • 94 faj
- Cystoderma • 35 faj
- Cystodermella • 15 faj
- Cystolepiota • 45 faj
- Disciseda • 37 faj
- Echinoderma • 12 faj
- Endolepiotula • 1 faj
- Endoptychum • 3 faj
- Eriocybe • 1 faj
- Floccularia • 4 faj
- Gasterellopsis • 1 faj
- Gastropila • 3 faj
- Gyrophragmium • 5 faj
- Handkea • 2 faj
- Heinemannomyces • 1 faj
- Hiatulopsis • 2 faj
- Holocotylon • 3 faj
- Hymenagaricus • 13 faj
- Hypoblema • 1 faj
- Janauaria • 1 faj
- Japonogaster • 1 faj
- Langermannia • 5 faj
- Lanopila • 2 faj
- Lepiota • 565 faj
- Leucoagaricus • 180 faj
- Leucocoprinus • 83 faj
- Lycogalopsis • 9 faj
- Lycoperdon • 182 faj
- Lycoperdopsis • 1 faj
- Macrolepiota • 44 faj
- Melanophyllum • 4 faj
- Metraria • 2 faj
- Metrodia • 2 faj
- Micropsalliota • 63 faj
- Montagnea • 6 faj
- Montagnites • 3 faj
- Morganella • 8 faj
- Morobia • 1 faj
- Mycenastrum • 3 faj
- Mycocalia • 7 faj
- Neosecotium • 2 faj
- Nidula • 6 faj
- Nidularia • 9 faj
- Panaeolopsis • 4 faj
- Phaeolepiota • 1 faj
- Phaeopholiota • 1 faj
- Phlebonema • 1 faj
- Phyllogaster • 1 faj
- Podaxis • 28 faj
- Polyplocium • 1 faj
- Psalliota • 35 faj
- Pseudoauricularia • 1 faj
- Pseudolepiota • 1 faj
- Queletia • 3 faj
- Ripartitella • 4 faj
- Rugosospora • 2 faj
- Schinzinia • 1 faj
- Schizostoma • 6 faj
- Schulzeria • 15 faj
- Secotium • 17 faj
- Sericeomyces • 1 faj
- Singerina • 1 faj
- Smithiogaster • 1 faj
- Smithiomyces • 3 faj
- Termiticola • 1 faj
- Tulostoma • 172 faj
- Vascellum • 16 faj
- Verrucospora • 2 faj
- Xanthagaricus • 23 faj
- Xerocoprinus • 1 faj

## Fordítás
- Ez a szócikk részben vagy egészben  a   Champignonverwandte című német Wikipédia-szócikk ezen változatának fordításán alapul.  Az eredeti cikk szerkesztőit annak laptörténete sorolja fel. Ez a jelzés csupán a megfogalmazás eredetét és a szerzői jogokat jelzi, nem szolgál a cikkben szereplő információk forrásmegjelöléseként.